# Socha svatého Václava (Velká Jesenice)
Socha svatého Václava je umístěna na rozcestí silnic II/304 a místní komunikace směrem k Říkovu, naproti čp. 162, v obci Velká Jesenice v okrese Náchod. Socha je od 8. března 1995 chráněna jako kulturní památka. Národní památkový ústav tuto sochu uvádí v katalogu památek pod rejstříkovým číslem ÚSKP 68392/6-5836.

## Historie sochy
Socha sv. knížete Václava (patrona země české) byla zhotovena místním kameníkem Janem Hážem a odhalena v roce 1901, deset let po odhalení sochy sv. Jana Nepomuckého v dolní části obce (u č.p. 67). Postavena byla z finanční sbírky, jak dokládá nápis vytesaný na zadní straně podstavce:
„Pro čest a slávu boží věnovali občané Velko-Jeseničtí L.P. 1928/901“

Výnos sbírky byl ale nedostačující, proto je svatý Václav zpodobněn jako pěšák.